# 河东盐池掣置署
河东盐池掣置署位于中国山西省运城市盐湖区西城街道府西街社区老西街（府西街84号），原为明清盐务管理机构。2015年6月8日公布为第二批运城市文物保护单位。